# Naupare
Naupare (cyr. Наупаре) – wieś w Serbii, w okręgu rasińskim, w mieście Kruševac. W 2011 roku liczyła 581 mieszkańców.